# Noite em Chamas

Noite em Chamas é um filme brasileiro de drama dirigido por Jean Garrett de 1978. Noite em Chamas é inspirado no filme americano Inferno na Torre

## Sinopse
Revoltado com sua condição, o servente João (Tony Ferreira) planeja explodir o hotel em que trabalha no centro de São Paulo. Num dos apartamentos, a atriz de filmes eróticos Beth Lemos (Maria Lúcia Dahl) prepara seu suicídio, enquanto em outro arma-se tumultuado triângulo amoroso entre Walter (Renato Master), o marido, Adelaide (Maracy Mello), sua mulher, e Laura (Zilda Mayo), a amante. Quando o pregador americano Stank (Roberto Maya) profere conferência no salão de convenções sobre uma nova religião tecnológica, João faz explodir o quadro de energia do salão, mas o gerente Afonso evita chamar a polícia, temendo escândalo. No hotel refugia-se o jovem milionário judeu Ricardo, acompanhado de advogado e capanga: ele matou uma moça e é perseguido pelo repórter Ademar (Carlos Reichenbach), que hesitará entre o 'furo' jornalístico e o suborno oferecido pelo pai de Ricardo. Vindo do interior, Sérgio comemora com prostitutas sua entrada para a faculdade, humilhando simultaneamente um amigo; em outro apartamento, o fazendeiro Junqueira discute sua paixão pelo boi Marajá com Virgínia (Lola Brah), que deixou o marido pelo cachorro. Depois que João desliga a força dos elevadores - num dos quais ficam presos Stank, claustrofóbico, e Beth Lemos - Afonso (Benjamin Cattan) chama a polícia. Enquanto o delegado Caçapava ordena a seus homens que arrombem a porta da casa de máquinas e evacuem o prédio, João derrama combustível nos elevadores. Todos fogem, mas a atriz atira-se nua de sua janela, morrendo. Ao receber voz de prisão do delegado, João acende seu isqueiro e provoca sucessivas explosões que incendeiam o hotel.

## Elenco
| Elenco Original    | Elenco Original |
| Ator               | Papel           |
| ------------------ | --------------- |
| Tony Ferreira      | João            |
| Maria Lúcia Dahl   | Beth Lemos      |
| Zilda Mayo         | Laura           |
| Lola Brah          | Virgínia        |
| Dênis Derkian      | Sérgio          |
| Roberto Maya       | Stank           |
| Benjamin Cattan    | Afonso          |
| Helena Ramos       | Marcela         |
| Malu Braga         | Virna           |
| Renatos Master     | Walter          |
| Maracy Mello       | Adelaide        |
| Carlos Reichenbach | Ademar          |
| Sônia Guedes       | —               |